# موسم أبيض جاف (رواية)
موسم أبيض جاف (بالإنجليزية: A Dry White Season)‏ هي رواية للكاتب الجنوب أفريقي أندريه برينك، نشرت عام 1979، عن دار نشر دابليو إتش آلن.

## روابط خارجية
- موسم أبيض جاف على موقع الموسوعة البريطانية (الإنجليزية)